# Copa Intercontinental 1970
La Copa Intercontinental 1970 fue la decimoprimera edición del torneo que enfrentaba al campeón de la Copa Libertadores de América con el campeón de la Copa de Campeones de Europa. La competición se disputó en el habitual formato de ida y vuelta, actuando cada equipo en condición de local en uno de los encuentros.
La copa fue disputada por Estudiantes de Argentina, ganador de la Copa Libertadores 1970, y Feyenoord de los Países Bajos, vencedor de la Copa de Campeones de Europa 1969-70. Los encuentros se jugaron el 25 de agosto de 1970 en Buenos Aires, Argentina, y el 9 de septiembre del mismo año en la ciudad neerlandesa de Róterdam. Después de igualar como visitante por 2-2 en la ida, el equipo europeo alzó el trofeo al ganar por la mínima diferencia en De Kuip. Con esa victoria, Feyenoord se consagró campeón del mundo, siendo el primer club de su país en hacerlo.

## Equipos participantes
| Conmebol (Sudamérica) |  | Estudiantes |  | Campeón de la Copa Libertadores de América (1970)   |
| UEFA (Europa)         |  | Feyenoord   |  | Campeón de la Copa de Campeones de Europa (1969-70) |

## Sedes
| Buenos Aires                   | Róterdam                       |
| ------------------------------ | ------------------------------ |
| Estadio La Bombonera           | De Kuip                        |
| Capacidad: 54 000 espectadores | Capacidad: 69 000 espectadores |
|                                |                                |

## Resultados

### Partido de ida
| 1          | POR        | Néstor Errea      |     |
| 2          | DEF        | Rubén Pagnanini   |     |
| 3          | DEF        | Hugo Spadaro      |     |
| 4          | DEF        | Néstor Togneri    |     |
| 5          | DEF        | Oscar Malbernat   |     |
| 6          | MED        | Carlos Bilardo    | 84' |
| 7          | MED        | Carlos Pachamé    |     |
| 8          | MED        | Juan Echecopar    | 84' |
| 9          | DEL        | Marcos Conigliaro |     |
| 10         | DEL        | Eduardo Flores    |     |
| 11         | DEL        | Juan Ramón Verón  |     |
| Entrenador | Entrenador | Osvaldo Zubeldía  |     |

| 1          | POR        | Eddy Treijtel       |     |
| 2          | DEF        | Piet Romeijn        |     |
| 3          | DEF        | Rinus Israël        |     |
| 4          | DEF        | Theo Laseroms       |     |
| 5          | DEF        | Theo van Duivenbode |     |
| 6          | MED        | Franz Hasil         |     |
| 7          | MED        | Wim Jansen          |     |
| 8          | MED        | Willem van Hanegem  | 73' |
| 9          | DEL        | Henk Wery           |     |
| 10         | DEL        | Ove Kindvall        |     |
| 11         | DEL        | Coen Moulijn        |     |
| Entrenador | Entrenador | Ernst Happel        |     |

| 12 | MED | Jorge Solari     | 84' |
| 13 | MED | Christian Rudzki | 84' |

| 12 | MED | Johan Boskamp | 73' |

| Anotado | 6'  | Juan Echecopar   | 1:0 |
| Anotado | 10' | Juan Ramón Verón | 2:0 |

| Anotado | 21' | Willem van Hanegem | 2:1 |
| Anotado | 65' | Ove Kindvall       | 2:2 |

| Árbitro | Rudi Glöckner |

| 1          | POR        | Néstor Errea      |     |
| 2          | DEF        | Rubén Pagnanini   |     |
| 3          | DEF        | Hugo Spadaro      |     |
| 4          | DEF        | Néstor Togneri    |     |
| 5          | DEF        | Oscar Malbernat   |     |
| 6          | MED        | Carlos Bilardo    | 84' |
| 7          | MED        | Carlos Pachamé    |     |
| 8          | MED        | Juan Echecopar    | 84' |
| 9          | DEL        | Marcos Conigliaro |     |
| 10         | DEL        | Eduardo Flores    |     |
| 11         | DEL        | Juan Ramón Verón  |     |
| Entrenador | Entrenador | Osvaldo Zubeldía  |     |

| 1          | POR        | Eddy Treijtel       |     |
| 2          | DEF        | Piet Romeijn        |     |
| 3          | DEF        | Rinus Israël        |     |
| 4          | DEF        | Theo Laseroms       |     |
| 5          | DEF        | Theo van Duivenbode |     |
| 6          | MED        | Franz Hasil         |     |
| 7          | MED        | Wim Jansen          |     |
| 8          | MED        | Willem van Hanegem  | 73' |
| 9          | DEL        | Henk Wery           |     |
| 10         | DEL        | Ove Kindvall        |     |
| 11         | DEL        | Coen Moulijn        |     |
| Entrenador | Entrenador | Ernst Happel        |     |

| 12 | MED | Jorge Solari     | 84' |
| 13 | MED | Christian Rudzki | 84' |

| 12 | MED | Johan Boskamp | 73' |

| Anotado | 6'  | Juan Echecopar   | 1:0 |
| Anotado | 10' | Juan Ramón Verón | 2:0 |

| Anotado | 21' | Willem van Hanegem | 2:1 |
| Anotado | 65' | Ove Kindvall       | 2:2 |

| Árbitro | Rudi Glöckner |

### Partido de vuelta
| 1          | POR        | Eddy Treijtel       |     |
| 2          | DEF        | Piet Romeijn        |     |
| 3          | DEF        | Rinus Israël        |     |
| 4          | DEF        | Theo Laseroms       |     |
| 5          | DEF        | Theo van Duivenbode |     |
| 6          | MED        | Franz Hasil         | 46' |
| 7          | MED        | Wim Jansen          |     |
| 8          | MED        | Willem van Hanegem  |     |
| 9          | DEL        | Henk Wery           |     |
| 10         | DEL        | Ove Kindvall        |     |
| 11         | DEL        | Coen Moulijn        | 61' |
| Entrenador | Entrenador | Ernst Happel        |     |

| 1          | POR        | Oscar Pezzano     |     |
| 2          | DEF        | Oscar Malbernat   |     |
| 3          | DEF        | Hugo Spadaro      |     |
| 4          | DEF        | Néstor Togneri    |     |
| 5          | DEF        | José Hugo Medina  |     |
| 6          | MED        | Carlos Bilardo    |     |
| 7          | MED        | Carlos Pachamé    |     |
| 8          | MED        | Daniel Romeo      | 61' |
| 9          | DEL        | Marcos Conigliaro | 51' |
| 10         | DEL        | Eduardo Flores    |     |
| 11         | DEL        | Juan Ramón Verón  |     |
| Entrenador | Entrenador | Osvaldo Zubeldía  |     |

| 12 | DEF | Johan Boskamp  | 46' |
| 13 | DEL | Joop van Daele | 61' |

| 16 | MED | Christian Rudzki | 51' |
| 14 | DEF | Rubén Pagnanini  | 61' |

| Anotado | 65' | Joop van Daele | 1:0 |

| Árbitro | Alberto Tejada Burga |

| 1          | POR        | Eddy Treijtel       |     |
| 2          | DEF        | Piet Romeijn        |     |
| 3          | DEF        | Rinus Israël        |     |
| 4          | DEF        | Theo Laseroms       |     |
| 5          | DEF        | Theo van Duivenbode |     |
| 6          | MED        | Franz Hasil         | 46' |
| 7          | MED        | Wim Jansen          |     |
| 8          | MED        | Willem van Hanegem  |     |
| 9          | DEL        | Henk Wery           |     |
| 10         | DEL        | Ove Kindvall        |     |
| 11         | DEL        | Coen Moulijn        | 61' |
| Entrenador | Entrenador | Ernst Happel        |     |

| 1          | POR        | Oscar Pezzano     |     |
| 2          | DEF        | Oscar Malbernat   |     |
| 3          | DEF        | Hugo Spadaro      |     |
| 4          | DEF        | Néstor Togneri    |     |
| 5          | DEF        | José Hugo Medina  |     |
| 6          | MED        | Carlos Bilardo    |     |
| 7          | MED        | Carlos Pachamé    |     |
| 8          | MED        | Daniel Romeo      | 61' |
| 9          | DEL        | Marcos Conigliaro | 51' |
| 10         | DEL        | Eduardo Flores    |     |
| 11         | DEL        | Juan Ramón Verón  |     |
| Entrenador | Entrenador | Osvaldo Zubeldía  |     |

| 12 | DEF | Johan Boskamp  | 46' |
| 13 | DEL | Joop van Daele | 61' |

| 16 | MED | Christian Rudzki | 51' |
| 14 | DEF | Rubén Pagnanini  | 61' |

| Anotado | 65' | Joop van Daele | 1:0 |

| Árbitro | Alberto Tejada Burga |

|                             |
| Bandera de los Países Bajos |
| Campeón Feyenoord Rotterdam |
| 1.er título                 |